# Vorbis (Zeměplocha)
Vorbis (také diákon Vorbis nebo Vrchní exkvizitor) je literární postava vystupující v knize Malí bohové. Kniha je součástí fantasy série Zeměplocha autora Terryho Pratchetta.
Podle popisu v knize byl Vorbis holohlavý, vysoké kostnaté postavy, s velkým orlím nosem.
Jednalo se o člověka krutého a bezcitného až na hranici šílenství (lépe řečeno na odvrácené straně šílenství), navíc pevně přesvědčeného, že veškeré zlo páchá pro dobrou věc - pro větší slávu omniánské církve, ve které zastával funkci Vrchního exkvizitora - šéfa církevní tajné policie (kvizice).
Během celého děje knihy vrší diákon Vorbis jeden odporný skutek na druhý, za což je v závěru po zásluze potrestán. Bůh Om (toho času vtělený v malou želvu) spadne Vorbisovi z velké výšky na hlavu během veřejné popravy pravého proroka Bruty a způsobí tak jeho zázračnou (a samozřejmě naprosto zaslouženou) smrt.